# Frakcija (kemija)
Frakcija je del preiskovane snovi, najpogosteje del destilata pri frakcionarni destilaciji, ki vsebuje spojine s podobnimi vrelišči. V širšem pomenu je del mešanice (le izjemoma čista snov), ki smo ga v postopku separacije (frakcionacije) ločili od zmesi, ki jo obdelujemo.